# Ретбах

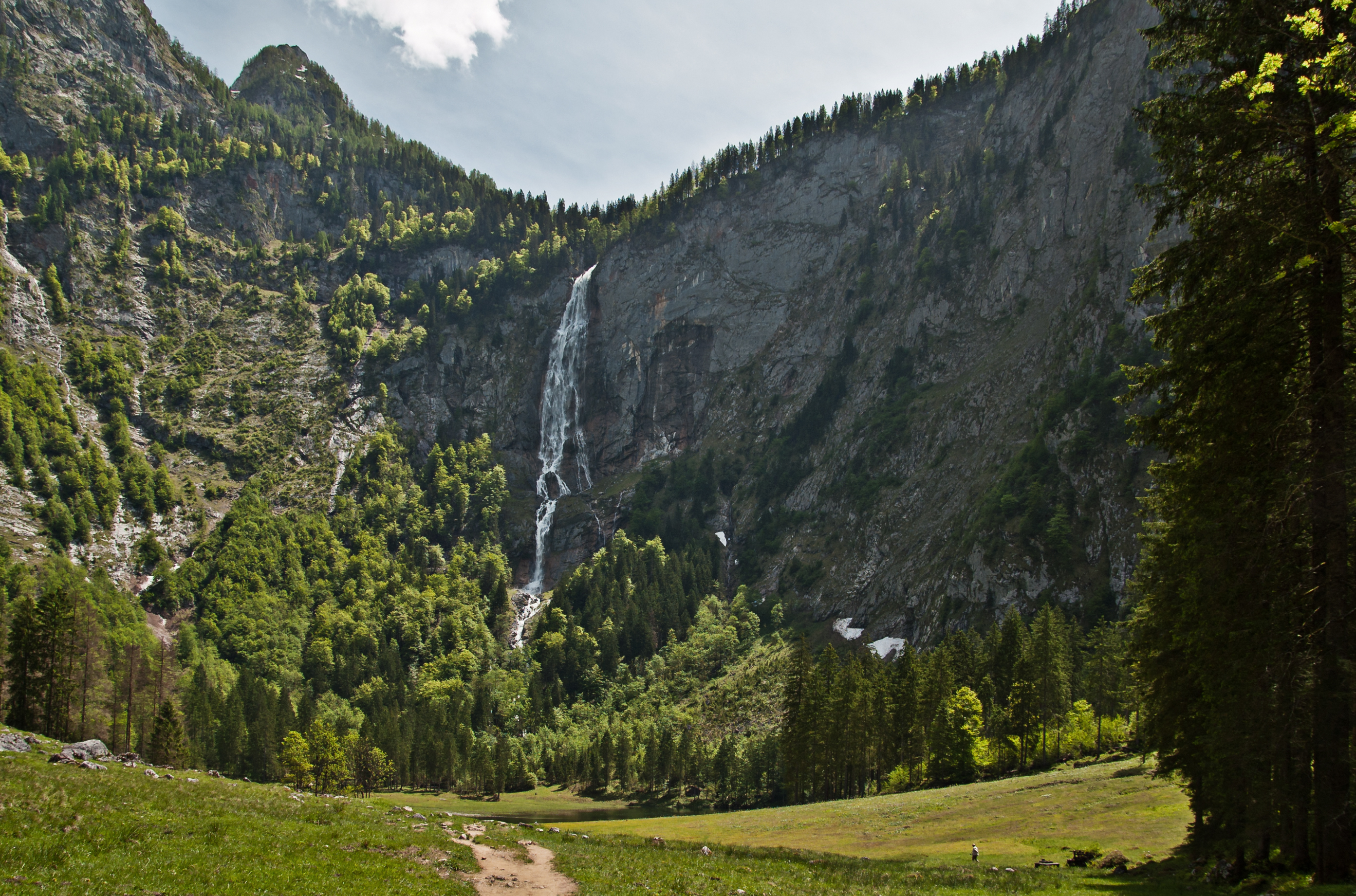
Водоспад Ретбах

Ретбах (нім. Röthbachfall) — найвищий водоспад Німеччини, вертикальне падіння 470 метрів. Розташований у південному кінці долини Кенігзее біля озера Оберзее у Берхтесгадені (адміністративний округ Верхня Баварія). Віддалене місце розташування (водоспад розташований на території національного парку, до нього немає автомобільних шляхів і можна дістатися тільки в теплу пору року) призвело до помилкового твердження, що найвищий водоспад у Німеччині — це більш доступний для туристів водоспад Триберг, хоча падіння Триберга становить лише 163 метри.